# Razorback Records
Razorback Records ist ein 1999 von Billy Nocera gegründetes und mittlerweile gemeinsam mit seiner (im Jahr 2010 geehelichten) Frau Vanessa geführtes amerikanisches Musiklabel aus Henderson im Bundesstaat Kentucky. Das Label ist auf extremere Spielarten des Heavy Metal spezialisiert, insbesondere auf Bands aus den Bereichen Death Metal, Goregrind und Thrash Metal.

## Geschichte
Die musikalischen Vorlieben von Label-Gründer Billy Nocera reichen in die 1980er und früheren 1990er Jahre zurück und umfassen u. a. Grave, Bolt Thrower, Carcass, Impetigo, Autopsy, Entombed, Kreator, Slayer und frühe Metallica. Die Unzufriedenheit mit der Musikszene der 1990er Jahre – aus seiner Sicht zu viele Epigonen – führte dazu, dass die langgehegte Absicht eines eigenen Labels ab November 1999 umsetzte. Konzeptionell verknüpfte er dabei seine zweite Vorliebe für Horrorfilme und -comics. Zuvor hatte er schon mit Be A Freak Records ein Label geführt, so wie auch seine Mitgründerin Jill mit dem auf Death Metal spezialisierten Label Mortal Coil Records.
Als erste Veröffentlichung erschien 1999 „Death Metal Attack 2“ von Engorged, anschließend folgten zwei Kompilationen. In den ersten fünf Jahren erschienen 31 Tonträger, der 32. war „Sinfonías Del Terror Ciego“ von Machetazo.

## Vertrieb
Die Art der Musik und ein Teil der Cover erschweren nach Angaben des Label-Gründers den Vertrieb, da die Tonträger für reguläre stationäre Händler als Underground-Musik nicht attraktiv seien und die Cover bei Wal-Mart in den USA zu Klagen führen könnten. In Japan sei dagegen der Vertrieb ideal. An anderer Stelle erläuterte Nocera, dass „verkaufte Tonträger“ bei dieser Art von Musik nur bedingt ein Maßstab sei, da ein wesentlicher Teil mit anderen Plattenfirmen getauscht werde. „Gepresste Tonträger“ sei daher ein passenderer Ausdruck.
Aus persönlicher wie auch unternehmerischer Überzeugung lehnt Nocera den Vertrieb von Tonträgern auf Vinyl ab: Auf der einen Seite bevorzuge er CDs und auf der anderen Seite koste es 2.000 USD, um lediglich 300 Platten zu produzieren. Es sei lediglich für Ebay-Verkäufer attraktiv, „seltene Schallplatten“ zu verkaufen.

## Veröffentlichungen (Auswahl)
Studioalben
- Claws: Absorbed in the Nethervoid (RR54, 2009)
- Engorged: Death Metal Attack 2 (RR01, 1999)
- F.K.Ü.: Metal Moshing Mad (RR42, 2007)
- Frightmare: Bringing Back the Bloodshed (RR36, 2006)
- General Surgery / The County Medical Examiners: General Surgery / The County Medical Examiners (Split, RR17, 2003)
- Grave Ritual: Euphoric Hymns from the Altar of Death (RR62, 2010)
- Haemorrhage / Impaled: Dementia Rex (Split, RR20, 2003)
- Hooded Menace: Fulfill the Curse (RR47, 2008)
- Impetigo: Ultimo Mondo Cannibale (RR39, 2006)
- Machetazo: Sinfonías Del Terror Ciego (RR32, 2005)
- Intense Hammer Rage: Avagoyamugs (RR07, 2001)
- Vacant Coffin: Sewer Skullpture (RR51, 2008)

Kompilationen
- 1999: Gore Is Your Master (Tributealbum an Vomit Remnants, RR02)
- 1999: A Hog Wild-tale of Terror (RR03)
- 2000: Wizards of Gore (Tribut-Album an Impetigo, RR06)
- 2004: The Horror Hive (RR28)